# Lista över fornlämningar i Sundsvalls kommun (Alnö)
Lista över fornlämningar i Sundsvalls kommun (Alnö) är en förteckning av ett urval av de fornlämningar som finns i Alnö i Sundsvalls kommun.
| Namn                           | Lämningstyp                      | Tillkomsttid | Historisk indelning | Plats | Läge                 | ID-nr          | Bild                                      |
| ------------------------------ | -------------------------------- | ------------ | ------------------- | ----- | -------------------- | -------------- | ----------------------------------------- |
| Alnö 2:1                       | Hög                              |              | Alnö, Medelpad      |       | 62.473907, 17.376375 | 10244800020001 | Ladda upp en bild av detta fornminne      |
| Alnö 2:2                       | Stensättning                     |              | Alnö, Medelpad      |       | 62.473844, 17.376662 | 10244800020002 | Ladda upp en bild av detta fornminne      |
| Alnö 3:1                       | Stensättning                     |              | Alnö, Medelpad      |       | 62.473366, 17.374004 | 10244800030001 | Ladda upp en till bild av detta fornminne |
| Alnö 3:2                       | Röse                             |              | Alnö, Medelpad      |       | 62.473277, 17.374352 | 10244800030002 | Ladda upp en till bild av detta fornminne |
| Alnö 3:3                       | Stensättning                     |              | Alnö, Medelpad      |       | 62.473213, 17.374069 | 10244800030003 | Ladda upp en till bild av detta fornminne |
| Alnö 3:4                       | Stensättning                     |              | Alnö, Medelpad      |       | 62.473158, 17.373833 | 10244800030004 | Ladda upp en bild av detta fornminne      |
| Alnö 5:1                       | Gravfält                         |              | Alnö, Medelpad      |       | 62.466192, 17.380397 | 10244800050001 | Ladda upp en bild av detta fornminne      |
| Alnö 6:1                       | Röse                             |              | Alnö, Medelpad      |       | 62.466037, 17.381536 | 10244800060001 | Ladda upp en bild av detta fornminne      |
| Alnö 7:1                       | Hög                              |              | Alnö, Medelpad      |       | 62.466498, 17.383891 | 10244800070001 | Ladda upp en bild av detta fornminne      |
| Alnö 8:1                       | Gravfält                         |              | Alnö, Medelpad      |       | 62.467181, 17.384637 | 10244800080001 | Ladda upp en till bild av detta fornminne |
| Alnö 9:1                       | Stensättning                     |              | Alnö, Medelpad      |       | 62.462125, 17.385062 | 10244800090001 | Ladda upp en bild av detta fornminne      |
| Varreshögen (nr 1) (Alnö 10:1) | Hög                              |              | Alnö, Medelpad      |       | 62.462220, 17.386266 | 10244800100001 | Ladda upp en till bild av detta fornminne |
| Varreshögen (nr 1) (Alnö 10:2) | Stensättning                     |              | Alnö, Medelpad      |       | 62.462166, 17.386750 | 10244800100002 | Ladda upp en bild av detta fornminne      |
| Alnö 11:1                      | Stensättning                     |              | Alnö, Medelpad      |       | 62.464562, 17.387777 | 10244800110001 | Ladda upp en bild av detta fornminne      |
| Alnö 14:1                      | Gravfält                         |              | Alnö, Medelpad      |       | 62.465844, 17.391833 | 10244800140001 | Ladda upp en bild av detta fornminne      |
| Alnö 15:1                      | Gravfält                         |              | Alnö, Medelpad      |       | 62.466532, 17.391581 | 10244800150001 | Ladda upp en bild av detta fornminne      |
| Alnö 17:1                      | Gravfält                         |              | Alnö, Medelpad      |       | 62.463306, 17.390254 | 10244800170001 | Ladda upp en bild av detta fornminne      |
| Alnö 18:1                      | Hög                              |              | Alnö, Medelpad      |       | 62.462192, 17.388987 | 10244800180001 | Ladda upp en bild av detta fornminne      |
| Alnö 20:1                      | Hög                              |              | Alnö, Medelpad      |       | 62.461094, 17.391970 | 10244800200001 | Ladda upp en till bild av detta fornminne |
| Alnö 21:1                      | Gravfält                         |              | Alnö, Medelpad      |       | 62.462279, 17.392086 | 10244800210001 | Ladda upp en bild av detta fornminne      |
| Alnö 22:1                      | Hög                              |              | Alnö, Medelpad      |       | 62.462491, 17.392940 | 10244800220001 | Ladda upp en bild av detta fornminne      |
| Alnö 23:1                      | Stensättning                     |              | Alnö, Medelpad      |       | 62.463682, 17.392397 | 10244800230001 | Ladda upp en bild av detta fornminne      |
| Alnö 24:1                      | Hög                              |              | Alnö, Medelpad      |       | 62.460486, 17.393660 | 10244800240001 | Ladda upp en bild av detta fornminne      |
| Alnö 27:1                      | Hög                              |              | Alnö, Medelpad      |       | 62.464430, 17.398518 | 10244800270001 | Ladda upp en bild av detta fornminne      |
| Alnö 27:2                      | Stensättning                     |              | Alnö, Medelpad      |       | 62.464121, 17.399043 | 10244800270002 | Ladda upp en bild av detta fornminne      |
| Alnö 30:1                      | Hög                              |              | Alnö, Medelpad      |       | 62.461324, 17.398313 | 10244800300001 | Ladda upp en till bild av detta fornminne |
| Alnö 30:2                      | Stensättning                     |              | Alnö, Medelpad      |       | 62.461181, 17.398124 | 10244800300002 | Ladda upp en bild av detta fornminne      |
| Alnö 31:1                      | Stensättning                     |              | Alnö, Medelpad      |       | 62.462777, 17.390937 | 10244800310001 | Ladda upp en bild av detta fornminne      |
| Alnö 31:2                      | Stensättning                     |              | Alnö, Medelpad      |       | 62.462848, 17.391171 | 10244800310002 | Ladda upp en bild av detta fornminne      |
| Alnö 31:3                      | Stensättning                     |              | Alnö, Medelpad      |       | 62.462888, 17.391393 | 10244800310003 | Ladda upp en bild av detta fornminne      |
| Alnö 32:1                      | Hög                              |              | Alnö, Medelpad      |       | 62.462716, 17.389094 | 10244800320001 | Ladda upp en bild av detta fornminne      |
| Alnö 32:2                      | Stensättning                     |              | Alnö, Medelpad      |       | 62.462953, 17.388982 | 10244800320002 | Ladda upp en bild av detta fornminne      |
| Alnö 32:3                      | Stensättning                     |              | Alnö, Medelpad      |       | 62.463049, 17.388682 | 10244800320003 | Ladda upp en bild av detta fornminne      |
| Alnö 33:1                      | Stensättning                     |              | Alnö, Medelpad      |       | 62.461479, 17.391249 | 10244800330001 | Ladda upp en bild av detta fornminne      |
| Alnö 35:1                      | Hög                              |              | Alnö, Medelpad      |       | 62.466069, 17.392126 | 10244800350001 | Ladda upp en bild av detta fornminne      |
| Alnö 36:1                      | Stensättning                     |              | Alnö, Medelpad      |       | 62.466218, 17.390915 | 10244800360001 | Ladda upp en bild av detta fornminne      |
| Alnö 36:2                      | Stensättning                     |              | Alnö, Medelpad      |       | 62.466343, 17.391061 | 10244800360002 | Ladda upp en bild av detta fornminne      |
| Alnö 36:4                      | Stensättning                     |              | Alnö, Medelpad      |       | 62.466197, 17.391298 | 10244800360004 | Ladda upp en bild av detta fornminne      |
| Alnö 37:1                      | Hög                              |              | Alnö, Medelpad      |       | 62.463019, 17.401482 | 10244800370001 | Ladda upp en bild av detta fornminne      |
| Alnö 37:2                      | Hög                              |              | Alnö, Medelpad      |       | 62.463096, 17.401345 | 10244800370002 | Ladda upp en bild av detta fornminne      |
| Alnö 37:3                      | Stensättning                     |              | Alnö, Medelpad      |       | 62.463248, 17.401666 | 10244800370003 | Ladda upp en bild av detta fornminne      |
| Alnö 38:1                      | Hög                              |              | Alnö, Medelpad      |       | 62.456777, 17.399932 | 10244800380001 | Ladda upp en bild av detta fornminne      |
| Alnö 39:1                      | Gravfält                         |              | Alnö, Medelpad      |       | 62.456532, 17.402133 | 10244800390001 | Ladda upp en bild av detta fornminne      |
| Alnö 40:1                      | Gravfält                         |              | Alnö, Medelpad      |       | 62.460244, 17.402251 | 10244800400001 | Ladda upp en bild av detta fornminne      |
| Alnö 41:1                      | Hög                              |              | Alnö, Medelpad      |       | 62.460025, 17.398469 | 10244800410001 | Ladda upp en till bild av detta fornminne |
| Alnö 42:1                      | Gravfält                         |              | Alnö, Medelpad      |       | 62.461119, 17.400015 | 10244800420001 | Ladda upp en bild av detta fornminne      |
| Alnö 43:1                      | Hög                              |              | Alnö, Medelpad      |       | 62.460811, 17.384921 | 10244800430001 | Ladda upp en bild av detta fornminne      |
| Alnö 43:2                      | Hög                              |              | Alnö, Medelpad      |       | 62.460677, 17.384402 | 10244800430002 | Ladda upp en bild av detta fornminne      |
| Alnö 43:3                      | Hög                              |              | Alnö, Medelpad      |       | 62.461012, 17.384793 | 10244800430003 | Ladda upp en bild av detta fornminne      |
| Alnö 44:1                      | Hög                              |              | Alnö, Medelpad      |       | 62.460660, 17.386189 | 10244800440001 | Ladda upp en bild av detta fornminne      |
| Alnö 44:2                      | Hög                              |              | Alnö, Medelpad      |       | 62.461073, 17.386108 | 10244800440002 | Ladda upp en bild av detta fornminne      |
| Alnö 45:1                      | Hög                              |              | Alnö, Medelpad      |       | 62.460037, 17.383863 | 10244800450001 | Ladda upp en bild av detta fornminne      |
| Alnö 46:1                      | Hög                              |              | Alnö, Medelpad      |       | 62.456322, 17.397664 | 10244800460001 | Ladda upp en bild av detta fornminne      |
| Alnö 47:1                      | Hög                              |              | Alnö, Medelpad      |       | 62.455596, 17.396149 | 10244800470001 | Ladda upp en bild av detta fornminne      |
| Alnö 48:1                      | Hög                              |              | Alnö, Medelpad      |       | 62.456835, 17.394999 | 10244800480001 | Ladda upp en bild av detta fornminne      |
| Alnö 50:1                      | Hög                              |              | Alnö, Medelpad      |       | 62.463453, 17.382200 | 10244800500001 | Ladda upp en bild av detta fornminne      |
| Alnö 50:2                      | Stensättning                     |              | Alnö, Medelpad      |       | 62.463318, 17.382143 | 10244800500002 | Ladda upp en bild av detta fornminne      |
| Alnö 52:1                      | Stensättning                     |              | Alnö, Medelpad      |       | 62.458568, 17.400061 | 10244800520001 | Ladda upp en bild av detta fornminne      |
| Alnö 52:2                      | Stensättning                     |              | Alnö, Medelpad      |       | 62.458701, 17.400098 | 10244800520002 | Ladda upp en bild av detta fornminne      |
| Alnö 52:3                      | Stensättning                     |              | Alnö, Medelpad      |       | 62.458867, 17.400233 | 10244800520003 | Ladda upp en bild av detta fornminne      |
| Alnö 52:4                      | Stensättning                     |              | Alnö, Medelpad      |       | 62.458440, 17.399799 | 10244800520004 | Ladda upp en bild av detta fornminne      |
| Alnö 53:1                      | Hög                              |              | Alnö, Medelpad      |       | 62.455038, 17.398553 | 10244800530001 | Ladda upp en bild av detta fornminne      |
| Alnö 55:1                      | Gravfält                         |              | Alnö, Medelpad      |       | 62.446466, 17.405833 | 10244800550001 | Ladda upp en bild av detta fornminne      |
| Alnö 56:1                      | Hög                              |              | Alnö, Medelpad      |       | 62.429988, 17.410076 | 10244800560001 | Ladda upp en bild av detta fornminne      |
| Alnö 56:2                      | Hög                              |              | Alnö, Medelpad      |       | 62.430121, 17.409676 | 10244800560002 | Ladda upp en bild av detta fornminne      |
| Alnö 57:1                      | Hög                              |              | Alnö, Medelpad      |       | 62.444458, 17.403438 | 10244800570001 | Ladda upp en bild av detta fornminne      |
| Alnö 58:1                      | Gravfält                         |              | Alnö, Medelpad      |       | 62.434278, 17.408956 | 10244800580001 | Ladda upp en bild av detta fornminne      |
| Alnö 59:1                      | Hög                              |              | Alnö, Medelpad      |       | 62.433516, 17.409768 | 10244800590001 | Ladda upp en bild av detta fornminne      |
| Alnö 60:1                      | Hög                              |              | Alnö, Medelpad      |       | 62.432756, 17.409175 | 10244800600001 | Ladda upp en till bild av detta fornminne |
| Alnö 60:2                      | Hög                              |              | Alnö, Medelpad      |       | 62.432561, 17.409621 | 10244800600002 | Ladda upp en till bild av detta fornminne |
| Alnö 61:1                      | Hög                              |              | Alnö, Medelpad      |       | 62.433337, 17.412866 | 10244800610001 | Ladda upp en bild av detta fornminne      |
| Alnö 61:2                      | Stensättning                     |              | Alnö, Medelpad      |       | 62.433191, 17.412658 | 10244800610002 | Ladda upp en bild av detta fornminne      |
| Alnö 62:1                      | Gravfält                         |              | Alnö, Medelpad      |       | 62.462495, 17.467137 | 10244800620001 | Ladda upp en bild av detta fornminne      |
| Alnö 64:1                      | Hög                              |              | Alnö, Medelpad      |       | 62.460822, 17.458314 | 10244800640001 | Ladda upp en bild av detta fornminne      |
| Alnö 65:1                      | Hög                              |              | Alnö, Medelpad      |       | 62.444140, 17.431257 | 10244800650001 | Ladda upp en till bild av detta fornminne |
| Alnö 76:1                      | Röse                             |              | Alnö, Medelpad      |       | 62.364171, 17.523261 | 10244800760001 | Ladda upp en bild av detta fornminne      |
| Alnö 76:2                      | Stensättning                     |              | Alnö, Medelpad      |       | 62.364302, 17.523065 | 10244800760002 | Ladda upp en bild av detta fornminne      |
| Alnö 76:3                      | Husgrund, förhistorisk/medeltida |              | Alnö, Medelpad      |       | 62.363721, 17.522873 | 10244800760003 | Ladda upp en bild av detta fornminne      |
| Alnö 77:1                      | Stensättning                     |              | Alnö, Medelpad      |       | 62.360114, 17.503704 | 10244800770001 | Ladda upp en bild av detta fornminne      |
| Alnö 78:1                      | Röse                             |              | Alnö, Medelpad      |       | 62.359051, 17.424676 | 10244800780001 | Ladda upp en bild av detta fornminne      |
| Alnö 78:2                      | Stensättning                     |              | Alnö, Medelpad      |       | 62.358894, 17.424742 | 10244800780002 | Ladda upp en bild av detta fornminne      |
| Alnö 80:1                      | Hög                              |              | Alnö, Medelpad      |       | 62.423152, 17.410731 | 10244800800001 | Ladda upp en bild av detta fornminne      |
| Alnö 81:1                      | Gravfält                         |              | Alnö, Medelpad      |       | 62.423441, 17.410042 | 10244800810001 | Ladda upp en bild av detta fornminne      |
| Alnö 83:1                      | Hög                              |              | Alnö, Medelpad      |       | 62.424889, 17.411692 | 10244800830001 | Ladda upp en bild av detta fornminne      |
| Alnö 83:2                      | Hög                              |              | Alnö, Medelpad      |       | 62.425140, 17.411209 | 10244800830002 | Ladda upp en bild av detta fornminne      |
| Alnö 84:1                      | Stensättning                     |              | Alnö, Medelpad      |       | 62.388129, 17.569862 | 10244800840001 | Ladda upp en bild av detta fornminne      |
| Alnö 84:2                      | Stensättning                     |              | Alnö, Medelpad      |       | 62.387864, 17.569594 | 10244800840002 | Ladda upp en bild av detta fornminne      |
| Alnö 85:1                      | Stensättning                     |              | Alnö, Medelpad      |       | 62.470977, 17.412193 | 10244800850001 | Ladda upp en bild av detta fornminne      |
| Alnö 85:2                      | Stensättning                     |              | Alnö, Medelpad      |       | 62.470844, 17.412268 | 10244800850002 | Ladda upp en bild av detta fornminne      |
| Alnö 90:2                      | Grav- och boplatsområde          |              | Alnö, Medelpad      |       | 62.446629, 17.404075 | 10244800900002 | Ladda upp en bild av detta fornminne      |
| Alnö 95:3                      | Stensättning                     |              | Alnö, Medelpad      |       | 62.461147, 17.406530 | 10244800950003 | Ladda upp en bild av detta fornminne      |
| Alnö 95:4                      | Stensättning                     |              | Alnö, Medelpad      |       | 62.461234, 17.406565 | 10244800950004 | Ladda upp en bild av detta fornminne      |
| Alnö 101:1                     | Röse                             |              | Alnö, Medelpad      |       | 62.436475, 17.409459 | 10244801010001 | Ladda upp en bild av detta fornminne      |
| Gorghamn (Alnö 121:1)          | Fiskeläge                        |              | Alnö, Medelpad      |       | 62.399168, 17.581972 | 10244801210001 | Ladda upp en bild av detta fornminne      |
| Alnö 128:1                     | Fiskeläge                        |              | Alnö, Medelpad      |       | 62.385239, 17.552645 | 10244801280001 | Ladda upp en bild av detta fornminne      |
| Alnö 133:1                     | Stensättning                     |              | Alnö, Medelpad      |       | 62.457900, 17.393650 | 10244801330001 | Ladda upp en bild av detta fornminne      |
| Alnö 133:2                     | Stensättning                     |              | Alnö, Medelpad      |       | 62.457887, 17.393381 | 10244801330002 | Ladda upp en bild av detta fornminne      |